# Episodi di In Justice
La prima e unica stagione della serie televisiva In Justice è stata trasmessa negli Stati Uniti dalla ABC dal 1º gennaio al 31 marzo 2006.
In Italia è stata trasmessa da Rai 2 nel 2007 e il 2008.
| nº | Titolo originale     | Titolo italiano          | Prima TV USA     | Prima TV Italia |
| -- | -------------------- | ------------------------ | ---------------- | --------------- |
| 1  | Brothers and Sisters | Fratelli e sorelle       | 1º gennaio 2006  |                 |
| 2  | Pilot                | Il presupposto sbagliato | 6 gennaio 2006   |                 |
| 3  | Golden Boy           | Sonya                    | 13 gennaio 2006  |                 |
| 4  | Confessions          | Confessioni              | 20 gennaio 2006  |                 |
| 5  | Another Country      | Due paesi diversi        | 27 gennaio 2006  |                 |
| 6  | The Ten Percenter    | La percentualista        | 3 febbraio 2006  |                 |
| 7  | Cost Of Freedom      | Il prezzo della libertà  | 10 febbraio 2006 |                 |
| 8  | The Public Burning   | L'aereo di Frank         | 17 febbraio 2006 |                 |
| 9  | Victims              | Sopravvissute            | 3 marzo 2006     |                 |
| 10 | Badge of Honor       | Onore al distintivo      | 10 marzo 2006    |                 |
| 11 | Lovers               | Innamorati               | 17 marzo 2006    |                 |
| 12 | Side Man             | L'uomo del jazz          | 24 marzo 2006    |                 |
| 13 | Crossing the Line    | Linea di confine         | 31 marzo 2006    |                 |